# Anissa Khedher
Anissa Khedher, née le 1er avril 1980 à Vénissieux (Rhône), est une femme politique française.
Conseillère municipale de Bron de 2008 à 2014, elle rejoint La République en marche puis est élue députée dans la 7e circonscription du Rhône, comprenant les communes Bron, Vaulx-en-Velin, Rillieux-la-Pape, Sathonay-Camp et Sathonay-Village, lors des élections législatives de 2017. Candidate à sa réélection lors des élections législatives de 2022, elle est éliminée dès le premier tour.

## Biographie
Anissa Khedher, qui est d'origine tunisienne, est née le 1er avril 1980 à Vénissieux.
D’abord infirmière au groupement hospitalier Lyon Est, Anissa Khedher décide de suivre une formation pour devenir cadre de santé. Elle travaille ensuite aux urgences psychiatriques du centre hospitalier Le Vinatier à Bron.

## Parcours politique

### Conseillère municipale de Bron
De 2008 à 2014, Anissa Khedher est conseillère municipale déléguée à la santé et au handicap à Bron durant le deuxième mandat de la maire PS Annie Guillemot. Elle n'est alors membre d'aucun parti. Elle n’est pas réélue lors des élections 2014 mais « continue de s’investir dans sa ville » sur les questions sociales. Elle rejoint En Marche en décembre 2016.

### Députée

#### Élection
Anissa Khedher est investie par La République en marche !, le mouvement du président de la République récemment élu Emmanuel Macron, pour les élections législatives dans le Rhône dans la 7e circonscription du département. C'est Annie Guillemot qui propose ensuite son nom à Gérard Collomb comme possible candidate aux élections législatives de 2017.
Au premier tour, elle arrive en tête avec 32,08 % des voix devant Alexandre Vincendet (21,81 %), le maire LR de Rillieux-la-Pape. Ce score est meilleur que celui obtenu par Emmanuel Macron dans cette même circonscription au premier tour de l'élection présidentielle. Durant l'entre-deux-tours, elle est la cible de moqueries sur Internet après sa prestation lors d'un débat sur la chaîne de télévision locale TLM, durant laquelle elle s'est montrée hésitante ou approximative dans ses propos,, avec un montage de ses interventions alors vu plus de 350 000 fois sur Youtube. Elle se défend ensuite en expliquant qu'elle participait à un tel débat pour « la première fois de [sa] vie » et qu'elle a « fait un malaise sur le plateau ». Malgré ce « bad buzz », elle l'emporte au second tour avec 50,60 % des suffrages exprimés, soit avec 248 voix d'avance.
Le lendemain du scrutin, son adversaire Alexandre Vincendet déclare son intention de saisir la justice pour faire invalider les résultats, invoquant « un détournement de moyens publics dans le cadre d'une élection », citant l'existence d'un communiqué de presse en faveur d'Anissa Khedher avec un entête officiel de la municipalité de Bron. Des soupçons pèsent également sur la validité de certains bulletins de vote. L'élection est finalement validée par le Conseil constitutionnel par sa décision du 8 décembre 2017, rejetant ainsi la requête d'Alexandre Vincendet.

#### Fonctions relatives au mandat de députée
En août 2017, avec dix-sept autres parlementaires, elle est nommée membre de l'Assemblée parlementaire de l'OTAN. Au sein de cette institution, elle présente un rapport en avril 2021 intitulé : « Une décennie après les soulèvements arabes : espoirs et désillusions démocratiques » dans lequel elle revient sur les acquis et les conséquences du Printemps arabe.
Courant 2020, elle rejoint les partis Territoires de progrès et En commun, s'inscrivant ainsi dans l'aile gauche de la majorité présidentielle. L'année suivante, elle est membre fondatrice du groupe de réflexion « Le défi démocratique », créé en mars 2021 par cinq députés de la majorité parlementaire avec pour but d'apporter des réponses aux enjeux démocratiques auquel se confronte la société française.
Elle est éliminée dès le premier tour lors des élections législatives de 2022 (17 % des voix) et cède à l'issue du second tour sa place de député à Alexandre Vincendet (LR), qui était soutenu par plusieurs personnalités de la majorité présidentielle comme Édouard Philippe et Gérald Darmanin.

#### Controverse
Le Canard enchainé indique en juin 2022 qu'Anissa Khedher a employé 24 collaborateurs parlementaires différents en 5 ans et publie le témoignage d'anciens collaborateurs faisant état du comportement problématique de la députée.